# ريفيان
ريفيان هي شركة أمريكية لصناعة السيارات وتكنولوجيا السيارات. تأسست الشركة في عام 2009، وتقوم بتطوير المركبات والمنتجات والخدمات المتعلقة بالنقل المستدام. وتمتلك الشركة مرافق في بليموث ، ميشيغان. عادي ، إلينوي؛ سان خوسيه وإرفين ، كاليفورنيا؛ والمملكة المتحدة. في عام 2017، أعلنت شركة ريفيان عن بناء سيارة رياضية متعددة الاستخدامات (SUV) وشاحنة صغيرة على منصة يدعي المسؤولون التنفيذيون أنها يمكن تعديلها للسيارات المستقبلية أو تكييفها من قبل شركات أخرى، مع كل من المركبات شبه المستقلة ومصممة على الطرق الوعرة والقيادة على الطرق الوعرة.

## التاريخ
تأسست الشركة في 4 أبريل 2009  قبل الرئيس التنفيذي روبرت آر جي سكيرني، الذي تخرج من معهد ماساتشوستس للتكنولوجيا مع درجة الدكتوراه في الهندسة الميكانيكية. بعد إعادة تسمية الشركة من «أفيرا للسيارات» إلى «ريفيان للسيارات»،  بدأت الشركة في التركيز على السيارات الكهربائية المستقلة في عام 2011. تلقت ريفيان استثمارات كبيرة ونمت بشكل ملحوظ في عام 2015، وفتحت مرافق البحوث في ميشيغان ومنطقة الخليج. تغيير موقع مقر ل يفونيا، ميشيغان ليكون أقرب إلى الموردين الرئيسيين،  ريفيان بدأت العمل حصرا على السياراتالكهربائية المركبات الذاتية، وبناء على وجه التحديد على «النظام البيئي بأكمله» من المنتجات ذات الصلة. كما بدأت تستعد لنماذجها نحو «أسواق ركوب السيارات بدون سائق».
أفيد في سبتمبر 2016 أن شركة ريفيان كانت تتفاوض لشراء مصنع لتصنيع مملوك سابقًا لشركة Mitsubishi Motors في Normal ، إلينوي. في يناير 2017، استحوذت ريفيان على المصنع  ومحتوياته التصنيعية مقابل 16 مليون دولار، مع المصنع لتصبح منشأة التصنيع الرئيسية في أمريكا الشمالية في ريفيان. استحوذت ريفيان على منشأة قريبة من الإنتاج بدلاً من بناء مصنع جديد مع استحواذ تيسلا على مصنع NUMMI في كاليفورنيا. حصلت الشركة على منحة بقيمة مليون دولار أمريكي وتخفيض ضريبي لمدة خمس سنوات من شركة Normal على تحقيق أهداف التوظيف واستثمار 40.5 مليون دولار على مدار خمس سنوات. تلقت ريفيان أيضًا 49.5 مليون دولار في صورة إعفاءات ضريبية من حكومة الولاية؛ تتوقف هذه الاعتمادات أيضًا على تلبية أهداف التوظيف واستثمار ما لا يقل عن 175 مليون دولار في الموقع بحلول عام 2024.
وظفت ريفيان حوالي 100 شخص في نهاية عام 2016،  ، وارتفع هذا العدد إلى 160 بحلول أغسطس 2017. قامت شركة Sumitomo Corporation بإجراء «استثمار استراتيجي» في ريفيان في ديسمبر 2017،  وأفادت شركة ريفيان بأن نماذج ألفا الأولية كانت كاملة وتخضع للاختبار. أيضًا في ذلك الشهر، كشفت ريفيان عن أول منتجين لها: شاحنة صغيرة لنقل الركاب بالكهرباء تتسع لخمسة ركاب وسيارة SUV كهربائية لسبعة ركاب،  سمّت بشكل مؤقت A1T و A1C على التوالي. مع الكشف عن كلتا السيارتين في معرض LA للسيارات في نوفمبر 2018، من المقرر أن يبدأ الإنتاج  في عام 2020 مع إطلاق الشاحنة أولاً. تم وصف كلتا السيارتين بأنها جاهزة للتضاريس الوعرة وشبه المستقلة، وقد حددت الشركة خطة لجيلها القادم من النماذج لتكون مستقلة تمامًا.
كان لدى ريفيان 250 موظفًا في بداية عام 2018. في مايو 2018، تلقت ريفيان تمويل بقيمة 200 مليون دولار من بنك ستاندرد تشارترد،  ليصل إجمالي الأموال المجمعة إلى 450 مليون دولار. ومن بين المستثمرين الآخرين في ذلك الوقت مجموعة عبد اللطيف جميل السعودية. اعتبارًا من فبراير 2019، توظف ريفيان 750 شخصًا في مرافق في ميشيغان وإلينوي وكاليفورنيا والمملكة المتحدة. حوالي 50 من هؤلاء الموظفين كانوا في الوضع الطبيعي، مما جعل شركة ريفيان في مقدمة أهدافها المحلية لإيجاد فرص العمل.
في فبراير 2019، أعلنت أمازون أنها ستقود جولة استثمارية بقيمة 700 مليون دولار في ريفيان. وشملت الجولة مشاركة المساهمين الحاليين. في أبريل 2019، استثمرت شركة فورد موتور 500 مليون دولار. اعتبارًا من يونيو 2019، كانت الشركة تستخدم أكثر من 1000 شخص.
في سبتمبر 2019، استثمرت كوكس أوتوموتيف 350 مليون دولار في شركة ريفيان، مما رفع إجمالي المبلغ الذي تم جمعه في عام 2019 إلى 1.5 مليار دولار. تظل ريفيان مستقلة، لكن Cox Automotive تخطط لإضافة ممثل إلى مجلس إدارة ريفيان كجزء من الاستثمار.
في أيلول / سبتمبر 2019، طلبت أمازون 100,000 سيارة توصيل من ريفيان، كجزء من خطتها لتحويل أسطولها إلى طاقة متجددة بنسبة 100 ٪ بحلول عام 2030. سيبدأ تسليم المركبات في عام 2021. تتوقع أمازون تشغيل 10000 شاحنة كهربائية بحلول عام 2022، ولكن ليس من المقرر أن تسلم كامل شاحنات ريفيان 100000 التي يدعو العقد حتى عام 2030.

## منتجات

### سيارة كهربائية
في مايو 2018، صرحت ريفيان بأنهم أطلقوا على الشاحنة القادمة اسم العمل A1T وسيارات الدفع الرباعي الخاصة بهم باسم العمل A1C. في نوفمبر 2018، تم تغيير اسم الشاحنة وسيارات الدفع الرباعي إلى R1T و R1S. مصممة لتكون قادرة على الطرق الوعرة، كلا النموذجين لديه 14 بوصة من الخلوص الأرضي. تمت المطالبة بالشاحنة في الاختبارات المبكرة لتكون قادرة على العدو من 0 إلى 97   كم / ساعة (60 ميلًا في الساعة) في أقل من 3 ثوان، واد خلال 1.1   م (3.6 قدم) من الماء وتسلق 45   درجة المنحدر. السيارات مستقلة من المستوى 3 ، ولها ميزات إضافية مثل النسخ الاحتياطي للمقطورة الآلية. وفقًا لـ Engadget ، «سوف تصل أغلى الموديلات إلى حوالي 450 ميلًا مقابل رسوم وتتميز بالمحرك الكهربائي 800 حصان، وقال سكارينج إنه سيفوز على السيارات الإيطالية الخارقة.» قالت شركة ريفيان إنها تصمم المركبات لتسهيل «مشاركة السيارات» مع ميزاتها المستقلة.
| مواصفات R1T و R1S                | مواصفات R1T و R1S                 | مواصفات R1T و R1S                   | مواصفات R1T و R1S                 |
| -------------------------------- | --------------------------------- | ----------------------------------- | --------------------------------- |
| حجم حزمة البطارية                | 105 كيلو واط ساعة                 | 135 كيلو واط ساعة / 7776 21700 خلية | 180 كيلو واط ساعة                 |
| قوة                              | 300 كيلو واط (402 حصان)           | 562 كيلو واط (754 حصان)             | 522 كيلوواط (700 حصان)            |
| عزم الدوران                      | 560 نيوتن متر (413 رطلًا)          | 1120 نيوتن متر (823 رطل قدم)        | 1120 نيوتن متر (823 رطل قدم)      |
| المدى (R1T)                      | 370+ كم </br> (230+ ميل)          | 480+ كم </br> (300+ ميل)            | 640+ كم </br> (400+ ميل)          |
| المدى (R1S)                      | 390+ كم </br> (240+ ميل)          | 500+ كم </br> (310+ ميل)            | 660+ كم </br> (410+ ميل)          |
| السرعة القصوى                    | 201 كم / ساعة (125 ميل في الساعة) | 201 كم / ساعة (125 ميل في الساعة)   | 201 كم / ساعة (125 ميل في الساعة) |
| التعجيل </br> 0-60 ميل في الساعة | 4.9 ثانية                         | 3 ق                                 | 3.2 ثانية                         |

### الشاسيه والبطاريات
نظرًا لوجود هيكل كهربائي مشترك، كانت تصميمات R1T و R1S تهدف إلى الحصول على 91٪ من المكونات المشتركة اعتبارًا من 2018 . يتضمن الهيكل أنظمة الفرامل والتعليق والتبريد مع وجود بطارية في الوسط. تنوي شركة ريفيان ترخيص الهيكل الكهربائي للمصنعين الآخرين كقاعدة تصميم للآلات مثل السيارات والمكونات الأخرى.

## مرافق
الشركة لديها حاليا أربعة مواقع رئيسية. مقرها الرئيسي في بليموث بولاية ميشيغان  مكرس للتمويل والهندسة والتصميم. يركز مرفق في Irvine ، كاليفورنيا على البطاريات والأجهزة الكهربائية وبرامج التحكم في المركبات، بينما تقوم منشأة في سان خوسيه ، كاليفورنيا بتطوير تكنولوجيا وبيانات ذاتية القيادة. المصنع الذي تبلغ مساحته 2.6 مليون قدم مربع في Normal ، إلينوي  يصنع مكونات السيارة مثل حزم البطارية. يحتوي المصنع العادي على متجر للدهان، والروبوتات، وآلات الختم، وغيرها من معدات الإنتاج،  مثل قولبة الحقن. وتمتلك الشركة مواقع مكاتب إضافية في كارسون ، كاليفورنيا والمملكة المتحدة مخصصة لتحويل الطاقة الكهربائية والهندسة المتقدمة، على التوالي.

## التعاون
في 20 ديسمبر 2018، أعلن متسلق الصخور المحترف أليكس هونولد عن شراكته مع ريفيان كشريك للعلامة التجارية ومتعاون. خلال بث مباشر على 15 يونيو 2019، أعلنت ريفيان خطط للتعاون مع مؤسسة هونولد ومؤسسة كازا بويبلو غير الربحية على مشروع الطاقة الشمسية بهدف إنشاء microgrid في أدخونتاس، بورتوريكو، وهي المدينة التي تأثرت بشدة من جراء إعصار ماريا في عام 2017. تخطط ريفيانلإعادة استخدام حزم البطارية المستخدمة من مركبات التطوير الخاصة بها إلى وحدات تخزين الطاقة الثابتة. والغرض من microgrid هو منح السكان إمكانية الحصول على الكهرباء للأعمال الأساسية وسيتم استخدامها يوميًا للتخفيف من ارتفاع تكلفة الطاقة في بورتوريكو، وهو ضعف المعدل الوطني للولايات المتحدة. من المتوقع إطلاق المشروع في عام 2020.